# V-foltos aranybagoly
A v-foltos aranybagoly (Autographa pulchrina) a rovarok (Insecta) osztályának a lepkék (Lepidoptera) rendjéhez, ezen belül a bagolylepkefélék (Noctuidae) családjához tartozó faj.

## Elterjedése
Európától Szibériáig elterjedt napos lejtőkön, erdő széleken, partokon, völgyekben, réteken, kertekben és parkokban egyaránt.

## Megjelenése
- lepke: szárnyfesztávolsága:  35–40 mm, az aranybaglyok alcsaládjának közepes méretű faja . Az első szárnyak színe lilás-barna, vagy réz-barna, ezüst színű "v" alakú folt díszíti a szárnyak közepét.  A hátsó szárnyak színe barnás szürke, sötét szegéllyel.
- hernyó:  zöld és fehéres-sárgás, enyhén hullámos csíkos
- báb: fekete

## Életmódja
- nemzedék: egy nemzedékes faj, júniustól augusztusig rajzik.
- hernyók tápnövényei: gyermekláncfű (Taraxacum), csalán (Urtica) árvacsalán (Laminum), fekete áfonya (Vaccinium myrtillus), zsálya (Salvia), aggófű (Senecio)

## Fordítás
- Ez a szócikk részben vagy egészben  a   Ziest-Silbereule című német Wikipédia-szócikk fordításán alapul.  Az eredeti cikk szerkesztőit annak laptörténete sorolja fel. Ez a jelzés csupán a megfogalmazás eredetét és a szerzői jogokat jelzi, nem szolgál a cikkben szereplő információk forrásmegjelöléseként.